# 大河内澪
大河内 澪（おおこうち みお、2月18日 - ）は、日本の女性声優。大阪府出身。

## 人物
以前はトリトリオフィス、オフィスもりに所属していた。
方言は関西弁。
声の幅が広く役柄としては二頭身身キャラからユーモアおばあちゃん、化け物系などもこなす。しっとり聞かせる男性の声、おちゃらけてるが明るく優しい少年役も得意。
趣味は映画鑑賞、物語創作。特技はものまね、イラスト。

## 出演

### ゲーム
- THE タクシー2 〜運転手はやっぱり君だ!〜（男子学生、子供、老婆）
- とらぶるツインズ（男子学生）

### 吹き替え
- エバーウッド 遥かなるコロラド シーズン4（メレディス）
- 世界の馬上から（ジョーダン・マウ、タマリン）
- ミッシング -サイキック捜査官- シーズン3（レイチェル･トンプソン）

### ドラマCD
- 私立クレアール学園（スト・マユキ）

### ラジオドラマ
- The Radio Stories（周）

### ラジオCM
- 犬夜叉
- 仮面ライダー555

### ボイスオーバー
- 教えて・からだのミカタ
- 神々の戦い（クリスティーナ・ミルナー、他）
- Mr.サンデー